# Victoria Libertas Pallacanestro 2022-2023
Questa voce raccoglie le informazioni riguardanti la Victoria Libertas Pallacanestro nelle competizioni ufficiali della stagione 2022-2023.

## Stagione
La stagione 2022-2023 della Victoria Libertas Pallacanestro, sponsorizzata Carpegna Prosciutto, è la 64ª nel massimo campionato italiano di pallacanestro, la Serie A.

## Roster
Aggiornato al 19 marzo 2023
| Carpegna Prosciutto Pesaro 2022-23 | Carpegna Prosciutto Pesaro 2022-23 |
| Giocatori                          | Staff tecnico                      |
| ---------------------------------- | ---------------------------------- |

| N. | Naz.                                     | Ruolo | Nome                       | Anno | Alt.   | Peso   |  |
| -- | ---------------------------------------- | ----- | -------------------------- | ---- | ------ | ------ |  |
| 1  | Serbia (bandiera)                        | C     | Dejan Kravić               | 1990 | 213 cm | 111 kg |  |
| 5  | Stati Uniti (bandiera)                   | PG    | Muhammad-Ali Abdur-Rahkman | 1994 | 193 cm | 86 kg  |  |
| 9  | Italia (bandiera)                        | G     | Riccardo Visconti          | 1998 | 197 cm | 84 kg  |  |
| 11 | Italia (bandiera)                        | P     | Davide Moretti             | 1998 | 190 cm | 81 kg  |  |
| 15 | Italia (bandiera)                        | PG    | Matteo Tambone             | 1994 | 192 cm | 87 kg  |  |
| 18 | Italia (bandiera)                        | PG    | Umberto Stazzonelli        | 2004 | 195 cm | 90 kg  |  |
| 20 | Italia (bandiera)                        | A     | Pietro Sablich             | 2003 |        |        |  |
| 22 | Italia (bandiera)                        | AG    | Valerio Mazzola            | 1994 | 205 cm | 107 kg |  |
| 23 | Stati Uniti (bandiera)                   | AG    | Austin Daye                | 1988 | 207 cm | 91 kg  |  |
| 30 | Islanda (bandiera)                       | PG    | Jón Axel Guðmundsson       | 1996 | 195 cm | 90 kg  |  |
| 33 | Grecia (bandiera)                        | A     | Vasilīs Charalampopoulos   | 1997 | 204 cm | 109 kg |  |
| 35 | Italia (bandiera)                        | C     | Leonardo Totè              | 1997 | 211 cm | 110 kg |  |
| 55 | Stati Uniti (bandiera)                   | AG    | Kwan Cheatham              | 1994 | 206 cm | 107 kg |  |
| 82 | Argentina (bandiera) · Italia (bandiera) | AP    | Carlos Delfino (C)         | 1982 | 198 cm | 104 kg |  |

| Allenatore                                                                                      |
| - Jasmin Repeša                                                                                 |
| Assistente/i                                                                                    |
| - / Bruno Savignani - Luca Pentucci Legenda - (C) Capitano - (IN) Inattivo - Infortunato Roster |

## Mercato

### Sessione estiva
| Acquisti | Acquisti                   | Acquisti          | Acquisti          | Acquisti |
| R.a      | Nome                       | da                | Modalità          |          |
| -------- | -------------------------- | ----------------- | ----------------- | -------- |
| P        | Davide Moretti             | Olimpia Milano    | riscatto prestito |          |
| P        | Caio Pacheco               | Dąbrowa Górnicza  | fine prestito     |          |
| PG       | Muhammad-Ali Abdur-Rahkman | Legia Varsavia    | svincolato        |          |
| G        | Riccardo Visconti          | N.B. Brindisi     | svincolato        |          |
| A        | Vasilīs Charalampopoulos   | Fortitudo Bologna | svincolato        |          |
| AG       | Kwan Cheatham              | Fuenlabrada       | svincolato        |          |
| AG       | Valerio Mazzola            | Reyer Venezia     | svincolato        |          |
| C        | Dejan Kravić               | Málaga            | svincolato        |          |
| C        | Leonardo Totè              | Napoli Basket     | svincolato        |          |

| Cessioni | Cessioni          | Cessioni       | Cessioni       |
| R.a      | Nome              | a              | Modalità       |
| -------- | ----------------- | -------------- | -------------- |
| P        | Caio Pacheco      | Capitanes C.M. | fine contratto |
| G        | Vincent Sanford   | Free agent     | fine contratto |
| GA       | Doron Lamb        | Scafati Basket | fine contratto |
| AG       | Leonardo Demétrio | Estudiantes    | fine contratto |
| AG       | Mareks Mejeris    | H. Gerusalemme | fine contratto |
| AC       | Simone Zanotti    | Napoli Basket  | fine contratto |
| C        | Gora Camara       | Virtus Bologna | fine prestito  |
| C        | Tyrique Jones     | Türk Telekom   | fine contratto |

### Dopo l'inizio della stagione
| Acquisti | Acquisti             | Acquisti    | Acquisti        | Acquisti   |
| R.       | Nome                 | da          | Data            | Modalità   |
| -------- | -------------------- | ----------- | --------------- | ---------- |
| PG       | Jón Axel Guðmundsson | Grindavík   | 1 novembre 2022 | svincolato |
| AG       | Austin Daye          | N. T. Kings | 8 marzo 2023    | svincolato |

| Cessioni | Cessioni | Cessioni | Cessioni | Cessioni |
| R.       | Nome     | a        | Data     | Modalità |
| -------- | -------- | -------- | -------- | -------- |

## Risultati

### Serie A

#### Stagione regolare

##### Girone di andata
| Arbitro: | Mazzoni (Grosseto), Grigioni (Roma), Catani (Pescara) |

|                               |            |                                       |
| Gaines 23 Davis 12 Bartley 12 | Punti      | 21 Abdur-Rahkman 20 Kravić 19 Moretti |
| Davis 8                       | Assist     | 8 Abdur-Rahkman                       |
| Vildera 7                     | Rimbalzi   | 6 Kravić                              |
| Legovich                      | Allenatori | Repeša                                |

| Arbitro: | Paternicò (Enna), Bettini (Bologna), Gonella (Genova) |

|                                 |            |                              |
| Kravić 15 Moretti 15 Tambone 15 | Punti      | 32 Freeman 18 Watt 16 Willis |
| Charalampopoulos 4              | Assist     | 3 De Nicolao                 |
| Charalampopoulos 9              | Rimbalzi   | 12 Willis                    |
| Repeša                          | Allenatori | De Raffaele                  |

| Arbitro: | Martolini (Roma), Borgo (Vicenza), Nicolini (Palermo) |

|                                |            |                                                  |
| Harper 19 Candi 17 Christon 16 | Punti      | 19 Abdur-Rahkman 18 Charalampopoulos 14 Cheatham |
| Christon 9                     | Assist     | 5 Moretti                                        |
| Radošević 8                    | Rimbalzi   | 7 Kravić                                         |
| Ramondino                      | Allenatori | Repeša                                           |

| Arbitro: | Lo Guzzo (Pisa), Di Francesco (Teramo), Capotorto (Roma) |

|                                         |            |                                    |
| Moretti 24 Abdur-Rahkman 20 Cheatham 19 | Punti      | 23 Howard 19 Agravanis 17 Williams |
| Tambone 7                               | Assist     | 5 Michineau                        |
| Kravić 15                               | Rimbalzi   | 9 Williams                         |
| Repeša                                  | Allenatori | Buscaglia                          |

| Arbitro: | Lanzarini, (Bologna) Grigioni (Roma), Paglialunga (Taranto) |

|                                        |            |                                         |
| Della Valle 28 Petrucelli 17 Odiase 14 | Punti      | 27 Cheatham 22 Abdur-Rahkman 16 Moretti |
| Caupain 12                             | Assist     | 6 Abdur-Rahkman                         |
| Gabriel 8                              | Rimbalzi   | 6 Mazzola                               |
| Magro                                  | Allenatori | Repeša                                  |

| Arbitro: | Sahin (Messina), Bartoli (Trieste), Noce (Latina) |

|                                                  |            |                                 |
| Abdur-Rahkman 14 Charalampopoulos 14 Cheatham 12 | Punti      | 15 Davies 13 Baldasso 13 Thomas |
| Abdur-Rahkman 4                                  | Assist     | 5 Hall                          |
| Mazzola 5                                        | Rimbalzi   | 12 Voigtmann                    |
| Repeša                                           | Allenatori | Messina                         |

| Arbitro: | Attard (Siracusa), Bongiorni (Pisa), Pepponi (Perugia) |

|                                            |            |                                    |
| Burnell 18 Bowman 11 Mezzanotte, Dixson 10 | Punti      | 23 Abdur-Rahkman 17 Totè 16 Kravić |
| Bowman 6                                   | Assist     | 7 Abdur-Rahkman                    |
| Burnell 7                                  | Rimbalzi   | 7 Cheatham                         |
| Vitucci                                    | Allenatori | Repeša                             |

| Arbitro: | Begnis (Cremona), Quarta (Torino), Catani (Pescara) |

|                                                         |            |                                  |
| Abdur-Rahkman 27 Kravić 12 Charalampopoulos, Cheatham 8 | Punti      | 18 Bendžius 15 Robinson 15 Jones |
| Charalampopoulos 4                                      | Assist     | 4 Gentile                        |
| Cheatham 11                                             | Rimbalzi   | 9 Stephens                       |
| Repeša                                                  | Allenatori | Bucchi                           |

| Arbitro: | Paternicò (Enna), Borgioni (Roma), Patti (Pescara) |

|                                                   |            |                                        |
| Forray, Flaccadori, Atkins 16 Crawford 15 Udom 14 | Punti      | 20 Moretti 18 Abdur-Rahkman 11 Mazzola |
| Flaccadori 7                                      | Assist     | 4 Guðmundsson                          |
| Udom 12                                           | Rimbalzi   | 9 Cheatham                             |
| Molin                                             | Allenatori | Repeša                                 |

| Arbitro: | Rossi (Arezzo), Galasso (Siena), Valzani (Milano) |

|                                                  |            |                             |
| Cheatham, Moretti 22 Mazzola 17 Abdur-Rahkman 13 | Punti      | 30 Brown 28 Johnson 12 Ross |
| Moretti 6                                        | Assist     | 9 Ross                      |
| Cheatham 10                                      | Rimbalzi   | 9 Owens                     |
| Repeša                                           | Allenatori | Matt Brase                  |

| Arbitro: | Mazzoni (Grosseto), Bettini (Bologna), Catani (Pescara) |

|                                             |            |                                                                     |
| Anderson, Cappelletti 20 Holman 17 Smith 12 | Punti      | 16 Cheatham, Visconti 14 Charalampopoulos, Mazzola 13 Abdur-Rahkman |
| Sanders 6                                   | Assist     | 7 Abdur-Rahkman                                                     |
| Holman 7                                    | Rimbalzi   | 7 Charalampopoulos                                                  |
| Ramagli                                     | Allenatori | Repeša                                                              |

| Arbitro: | Lo Guzzo (Pisa), Borgioni (Roma), Perciavalle (Torino) |

|                                                          |            |                                    |
| Abdur-Rahkman, Kravić 20 Charalampopoulos 13 Cheatham 10 | Punti      | 19 Shengelia 14 Jaiteh 12 Lundberg |
| Charalampopoulos 5                                       | Assist     | 4 Shengelia                        |
| Charalampopoulos 10                                      | Rimbalzi   | 10 Shengelia                       |
| Repeša                                                   | Allenatori | Scariolo                           |

| Arbitro: | Paternicò (Enna), Paglialunga (Taranto), Pepponi (Perugia) |

|                              |            |                                      |
| Reuvers 19 Anim 18 Vitali 15 | Punti      | 18 Cheatham 14 Totè 11 Abdur-Rahkman |
| Cinciarini 15                | Assist     | 5 Abdur-Rahkman                      |
| Hopkins 8                    | Rimbalzi   | 6 Visconti                           |
| Šakota                       | Allenatori | Repeša                               |

| Arbitro: | Begnis (Cremona), Gonella (Genova), Valzani (Milano) |

|                                  |            |                                |
| Kravić 21 Moretti 19 Visconti 17 | Punti      | 19 Iroegbu 16 Banks 9 Jantunen |
| Tambone 5                        | Assist     | 3 Iroegbu                      |
| Kravić 8                         | Rimbalzi   | 13 Cooke                       |
| Repeša                           | Allenatori | Marcelo                        |

| Arbitro: | Lanzarini (Bologna), Galasso (Siena), Patti (Pescara) |

|                              |            |                                                     |
| Okoye 24 Pinkins 15 Imbrò 10 | Punti      | 15 Charalampopoulos 12 Abdur-Rahkman 15 Guðmundsson |
| Stone 14                     | Assist     | 6 Guðmundsson                                       |
| Pinkins 9                    | Rimbalzi   | 8 Charalampopoulos                                  |
| Caja                         | Allenatori | Repeša                                              |

##### Girone di ritorno
| Arbitro: | Attard (Siracusa), Bettini (Bologna), Di Francesco (Teramo) |

|                                                          |            |                                       |
| Cheatham 18 Abdur-Rahkman, Kravić, Moretti 10 Visconti 8 | Punti      | 22 Anderson 12 Sanders 11 Cappelletti |
| Guðmundsson 4                                            | Assist     | 5 Cappelletti                         |
| Cheatham 8                                               | Rimbalzi   | 13 Johnson                            |
| Repeša                                                   | Allenatori | Ramagli                               |

| Arbitro: | Baldini (Firenze), Giovannetti (Terni), Bartolomeo (Brindisi) |

|                            |            |                                 |
| Dowe 22 Jones 19 Chessa 15 | Punti      | 17 Totè 15 Cheatham 10 Visconti |
| Dowe 5                     | Assist     | 6 Moretti                       |
| Stephens 6                 | Rimbalzi   | 5 Charalampopoulos              |
| Bucchi                     | Allenatori | Repeša                          |

| Arbitro: | Sahin (Messina), Galasso (Siena), Pepponi (Perugia) |

|                                                                                 |            |                                         |
| Abdur-Rahkman 19 Moretti, Totè 9 Charalampopoulos, Cheatham, Kravić, Visconti 8 | Punti      | 19 Senglin 13 Cinciarini 10 Olisevičius |
| Abdur-Rahkman 6                                                                 | Assist     | 6 Cinciarini                            |
| Abdur-Rahkman 6                                                                 | Rimbalzi   | 8 Burjanadze                            |
| Repeša                                                                          | Allenatori | Šakota                                  |

| Arbitro: | Giovannetti (Terni), Bartoli (Trieste), Capotorto (Roma) |

|                               |            |                                         |
| Parks 23 Granger 20 Willis 16 | Punti      | 20 Abdur-Rahkman 14 Cheatham 12 Tambone |
| Spissu 9                      | Assist     | 3 Kravić                                |
| Parks 9                       | Rimbalzi   | 6 Cheatham                              |
| Spahija                       | Allenatori | Repeša                                  |

| Arbitro: | Borgioni (Roma), Galasso (Siena), Valleriani (Frosinone) |

|                                  |            |                                |
| Delfino 16 Cheatham 13 Kravić 12 | Punti      | 18 Harrison 16 Perkins 14 Reed |
| Abdur-Rahkman 3                  | Assist     | 4 Mascolo                      |
| Kravić 12                        | Rimbalzi   | 11 Burnell                     |
| Repeša                           | Allenatori | Vitucci                        |

| Arbitro: | Lo Guzzo (Pisa), Bongiorni (Pisa), Catani (Pescara) |

|                           |            |                                     |
| Brown 27 Owens 24 Ross 17 | Punti      | 23 Abdur-Rahkman 17 Totè 16 Moretti |
| Ross 13                   | Assist     | 6 Abdur-Rahkman                     |
| Brown, Owens 8            | Rimbalzi   | 7 Kravić, Totè                      |
| Brase                     | Allenatori | Repeša                              |

| Arbitro: | Sahin (Messina), Perciavalle (Torino), Di Francesco (Teramo) |

|                                                             |            |                                         |
| Daye 14 Moretti, Tambone, Cheatham 12 Abdur-Rahkman, Totè 8 | Punti      | 22 Petrucelli 14 Della Valle 10 Gabriel |
| Abdur-Rahkman 10                                            | Assist     | 5 Nikolić, Della Valle                  |
| Cheatham, Delfino 5                                         | Rimbalzi   | 5 Gabriel, Odiase                       |
| Repeša                                                      | Allenatori | Magro                                   |

| Arbitro: | Attard (Siracusa), Grigioni (Roma), Pepponi (Perugia) |

|                                 |            |                                                  |
| Weems 17 Hackett 13 Lundberg 11 | Punti      | 14 Charalampopoulos 12 Cheatham 10 Moretti, Totè |
| Hackett 8                       | Assist     | 6 Abdur-Rahkman                                  |
| Lundberg 8                      | Rimbalzi   | 12 Charalampopoulos                              |
| Scariolo                        | Allenatori | Repeša                                           |

| Arbitro: | Baldini (Firenze), Borgioni (Roma), Quarta (Torino) |

|                                             |            |                                      |
| Cheatham, Tambone 14 Moretti 12 Delfino, 10 | Punti      | 17 Flaccadori 14 Grazulis 13 Lockett |
| Abdur-Rahkman 4                             | Assist     | 4 Flaccadori                         |
| Charalampopoulos 5                          | Rimbalzi   | 7 Atkins                             |
| Repeša                                      | Allenatori | Molin                                |

| Arbitro: | Sahin (Messina), Valzani (Milano), Nicolini (Palermo) |

|                                |            |                                            |
| Napier 22 Davies 16 Shields 15 | Punti      | 16 Cheatham 15 Moretti 11 Charalampopoulos |
| Pangos 5                       | Assist     | 4 Moretti                                  |
| Davies 6                       | Rimbalzi   | 4 Totè, Cheatham                           |
| Messina                        | Allenatori | Repeša                                     |

| Arbitro: | Rossi (Arezzo), Paglialunga (Taranto), Galasso (Siena) |

|                                                     |            |                                          |
| Charalampopoulos 33 Kravić, Abdur-Rahkman 10 Daye 9 | Punti      | 18 Logan, Pinkins 16 Rossato 15 Thompson |
| Tambone 3                                           | Assist     | 6 Hannah                                 |
| Kravić 8                                            | Rimbalzi   | 15 Thompson                              |
| Repeša                                              | Allenatori | Sacripanti                               |

| Arbitro: | Bartoli (Trieste), Bettini (Bologna), Noce (Latina) |

|                                          |            |                                                  |
| Banks, Iroegbu 25 Sorokas 17 Jantunen 16 | Punti      | 17 Cheatham 15 Abdur-Rahkman 11 Charalampopoulos |
| Iroegbu 7                                | Assist     | 8 Abdur-Rahkman                                  |
| Ellis 8                                  | Rimbalzi   | 6 Charalampopoulos                               |
| Nicola                                   | Allenatori | Repeša                                           |

| Arbitro: | Begnis (Cremona), Perciavalle (Torino), Valleriani (Frosinone) |

|                                  |            |                              |
| Moretti 20 Kravić 17 Cheatham 14 | Punti      | 26 Lever 22 Bartley 10 Terry |
| Abdur-Rahkman 7                  | Assist     | 4 Bartley, Ruzzier           |
| Kravić 6                         | Rimbalzi   | 8 Spencer                    |
| Repeša                           | Allenatori | Legovich                     |

| Arbitro: | Baldini (Firenze), Grigioni (Roma), Pepponi (Perugia) |

|                                   |            |                                                       |
| Stewart 29 Howard 20 Michineau 16 | Punti      | 17 Abdur-Rahkman, Cheatham 13 Delfino, Kravić 10 Totè |
| Michineau, Uglietti 3             | Assist     | 5 Moretti                                             |
| Williams 8                        | Rimbalzi   | 12 Cheatham                                           |
| Pancotto                          | Allenatori | Repeša                                                |

| Arbitro: | Paternicò (Enna), Attard (Siracusa), Paglialunga (Taranto) |

|                                           |            |                               |
| Delfino 17 Moretti 14 Daye 9              | Punti      | 25 Macura 19 Christon 13 Daum |
| Abdur-Rahkman, Charalampopoulos, Kravić 3 | Assist     | 4 Christon                    |
| Abdur-Rahkman, Cheatham 5                 | Rimbalzi   | 11 Daum                       |
| Repeša                                    | Allenatori | Ramondino                     |

#### Playoff

##### Quarti di finale
| Arbitro: | Rossi (Arezzo), Giovannetti (Terni), Gonella (Genova) |

|                               |            |                               |
| Baron 19 Datome 17 Shields 12 | Punti      | 13 Kravić 11 Totè 10 Cheatham |
| Hines, Napier, Voigtmann 4    | Assist     | 5 Abdur-Rahkman, Delfino      |
| Melli, Ricci 6                | Rimbalzi   | 8 Totè                        |
| Messina                       | Allenatori | Repeša                        |

| Arbitro: | Paternicò (Enna), Attard (Siracusa), Perciavalle (Torino) |

|                            |            |                                |
| Hall 13 Napier 12 Ricci 11 | Punti      | 15 Moretti 12 Kravić 9 Tambone |
| Napier 7                   | Assist     | 4 Tambone                      |
| Melli, Voigtmann 7         | Rimbalzi   | 9 Kravić                       |
| Messina                    | Allenatori | Repeša                         |

| Arbitro: | Mazzoni (Grosseto), Bartoli (Trieste), Grigioni (Roma) |

|                                     |            |                              |
| Totè 16 Tambone 13 Abdur-Rahkman 10 | Punti      | 24 Napier 14 Melli 9 Shields |
| Abdur-Rahkman 6                     | Assist     | 3 Napier                     |
| Kravić 6                            | Rimbalzi   | 5 Baron                      |
| Repeša                              | Allenatori | Messina                      |

| Arbitro: | Begnis (Cremona), Sahin (Messina), Bongiorni (Pisa) |

|                                                  |            |                               |
| Delfino 14 Daye 13 Charalampopoulos, Cheatham 11 | Punti      | 25 Shields 14 Melli 13 Napier |
| Moretti 4                                        | Assist     | 5 Baron                       |
| Charalampopoulos 8                               | Rimbalzi   | 8 Melli                       |
| Repeša                                           | Allenatori | Messina                       |

Con la sconfitta nella serie per 3-1 contro Milano, Pesaro è stata eliminata dai playoffs ai quarti di finale.

### Coppa Italia
Classificandosi al 4º posto alla fine del girone di andata, la Virtus Pesaro si è qualificata per i quarti di finale di Coppa Italia.

#### Quarti di finale
| Arbitro: | Mazzoni (Grosseto), Borgioni (Roma), Gonella (Genova) |

|                                                              |            |                             |
| Charalampopoulos 20 Abdur-Rahkman, Guðmundsson 13 Delfino 12 | Punti      | 18 Johnson 17 Ross 14 Brown |
| Delfino 4                                                    | Assist     | 7 Ross                      |
| Delfino, Kravić 6                                            | Rimbalzi   | 13 Owens                    |
| Jasmin Repeša                                                | Allenatori | Matt Brase                  |

Con la vittoria per 84-80 sul Varese, Pesaro si è qualificata per le semifinali di Coppa Italia.

#### Semifinali
| Arbitro: | Lanzarini (Bologna), Attard (Siracusa), Martolini (Roma) |

|                                       |            |                                                      |
| Della Valle 15 Massinburg 13 Akele 10 | Punti      | 14 Charalampopoulos 12 Kravić 8 Delfino, Guðmundsson |
| Della Valle 5                         | Assist     | 4 Abdur-Rahkman                                      |
| Massinburg 8                          | Rimbalzi   | 11 Kravić                                            |
| Alessandro Magro                      | Allenatori | Jasmin Repeša                                        |

Con la sconfitta per 74-57 subita dal Brescia, Pesaro è stata eliminata dalla Coppa Italia.

## Statistiche
Dati aggiornati al 20 maggio 2023.

### Statistiche di squadra
| Competizione | Punti | In casa | In casa | In casa | In casa | In casa | In trasferta | In trasferta | In trasferta | In trasferta | In trasferta | Totale | Totale | Totale | Totale | Totale | Totale |
| Competizione | Punti | G       | V       | P       | Ptf     | Pts     | G            | V            | P            | Ptf          | Pts          | G      | V      | P      | Ptf    | Pts    | Diff.  |
| ------------ | ----- | ------- | ------- | ------- | ------- | ------- | ------------ | ------------ | ------------ | ------------ | ------------ | ------ | ------ | ------ | ------ | ------ | ------ |
| Serie A      | 28    | 16      | 9       | 6       | 1355    | 1340    | 16           | 5            | 11           | 1332         | 1450         | 32     | 15     | 17     | 2687   | 2790   | -103   |
| Coppa Italia | -     | 1       | 1       | 0       | 84      | 80      | 1            | 0            | 1            | 57           | 74           | 2      | 1      | 1      | 141    | 154    | -13    |
| Totale       | -     | 17      | 10      | 6       | 1439    | 1420    | 17           | 5            | 12           | 1389         | 1524         | 34     | 16     | 18     | 2828   | 2944   | -116   |

### Statistiche individuali

#### Lega Serie A
|                     |    |      |    |      | Falli | Falli | Tiri da 2 | Tiri da 2 | Tiri da 2 | Tiri da 3 | Tiri da 3 | Tiri da 3 | Tiri liberi | Tiri liberi | Tiri liberi | Rimbalzi | Rimbalzi | Rimbalzi | Stoppate | Stoppate | Palle | Palle |     |      |
| Giocatore           | PG | PUN  | SF | MIN  | C     | S     | R         | T         | %         | R         | T         | %         | R           | T           | %           | O        | D        | T        | D        | S        | P     | R     | Ass | +/-  |
| ------------------- | -- | ---- | -- | ---- | ----- | ----- | --------- | --------- | --------- | --------- | --------- | --------- | ----------- | ----------- | ----------- | -------- | -------- | -------- | -------- | -------- | ----- | ----- | --- | ---- |
| M.-A. Abdur-Rahkman | 36 | 462  | 36 | 1054 | 94    | 134   | 104       | 221       | 47,1      | 53        | 150       | 35,3      | 95          | 129         | 73,6        | 33       | 88       | 121      | 8        | 17       | 88    | 41    | 146 | -80  |
| V. Charalampopoulos | 33 | 325  | 31 | 781  | 79    | 87    | 56        | 106       | 52,8      | 48        | 98        | 49,0      | 69          | 87          | 79,3        | 33       | 118      | 151      | 16       | 1        | 33    | 19    | 50  | -25  |
| K. Cheatham         | 36 | 436  | 30 | 996  | 70    | 64    | 70        | 159       | 44,0      | 85        | 235       | 36,2      | 41          | 55          | 74,5        | 48       | 131      | 179      | 12       | 6        | 56    | 26    | 44  | -135 |
| A. Daye             | 11 | 84   | 0  | 199  | 24    | 30    | 18        | 34        | 52,9      | 8         | 18        | 44,4      | 24          | 30          | 80,0        | 3        | 36       | 39       | 7        | 0        | 14    | 6     | 10  | -3   |
| C. Delfino          | 23 | 150  | 1  | 404  | 34    | 28    | 31        | 60        | 51,7      | 23        | 76        | 30,3      | 19          | 25          | 76,0        | 9        | 48       | 57       | 3        | 5        | 28    | 24    | 33  | -111 |
| J.A. Guðmundsson    | 21 | 108  | 6  | 390  | 53    | 50    | 19        | 48        | 39,6      | 15        | 60        | 25,0      | 25          | 34          | 73,5        | 13       | 36       | 49       | 0        | 5        | 20    | 16    | 44  | +14  |
| D. Kravić           | 34 | 339  | 32 | 780  | 60    | 52    | 153       | 263       | 58,2      | 0         | 1         | 0,0       | 33          | 59          | 55,9        | 81       | 107      | 188      | 18       | 4        | 33    | 23    | 45  | -79  |
| V. Mazzola          | 12 | 79   | 6  | 238  | 34    | 9     | 16        | 24        | 66,7      | 14        | 24        | 58,3      | 5           | 5           | 100,0       | 8        | 35       | 43       | 0        | 2        | 9     | 11    | 10  | +23  |
| D. Moretti          | 34 | 373  | 29 | 826  | 99    | 112   | 68        | 133       | 51,1      | 54        | 145       | 37,2      | 75          | 87          | 86,2        | 8        | 43       | 51       | 2        | 3        | 59    | 37    | 88  | -165 |
| U. Stazzonelli      | 6  | 4    | 0  | 8    | 0     | 2     | 0         | 1         | 0,0       | 0         | 0         | 0,0       | 4           | 4           | 100,0       | 0        | 1        | 1        | 0        | 0        | 0     | 0     | 0   | -3   |
| M. Tambone          | 28 | 196  | 2  | 579  | 97    | 44    | 40        | 67        | 59,7      | 30        | 75        | 40,0      | 26          | 32          | 81,3        | 8        | 45       | 53       | 1        | 5        | 30    | 21    | 55  | -74  |
| L. Totè             | 34 | 234  | 3  | 521  | 77    | 70    | 94        | 160       | 58,8      | 1         | 7         | 14,3      | 43          | 75          | 57,3        | 43       | 52       | 95       | 8        | 7        | 36    | 8     | 27  | -104 |
| R. Visconti         | 36 | 175  | 4  | 474  | 91    | 60    | 27        | 57        | 47,4      | 29        | 92        | 31,5      | 34          | 44          | 77,3        | 21       | 37       | 58       | 4        | 7        | 12    | 22    | 17  | -52  |
| Totale              | 36 | 2965 | -  | 7250 | 812   | 742   | 696       | 1333      | 52,2      | 360       | 981       | 36,7      | 493         | 666         | 74,0        | 308      | 777      | 1085     | 79       | 62       | 418   | 254   | 569 | -794 |

#### Coppa Italia
|                     |    |     |    |     | Falli | Falli | Tiri da 2 | Tiri da 2 | Tiri da 2 | Tiri da 3 | Tiri da 3 | Tiri da 3 | Tiri liberi | Tiri liberi | Tiri liberi | Rimbalzi | Rimbalzi | Rimbalzi | Stoppate | Stoppate | Palle | Palle |     |     |
| Giocatore           | PG | PUN | SF | MIN | C     | S     | R         | T         | %         | R         | T         | %         | R           | T           | %           | O        | D        | T        | D        | S        | P     | R     | Ass | +/- |
| ------------------- | -- | --- | -- | --- | ----- | ----- | --------- | --------- | --------- | --------- | --------- | --------- | ----------- | ----------- | ----------- | -------- | -------- | -------- | -------- | -------- | ----- | ----- | --- | --- |
| M.-A. Abdur-Rahkman | 2  | 19  | 2  | 55  | 5     | 8     | 5         | 10        | 50,0      | 1         | 13        | 7,7       | 6           | 7           | 85,7        | 1        | 4        | 5        | 1        | 2        | 7     | 3     | 7   | 0   |
| V. Charalampopoulos | 2  | 34  | 2  | 57  | 8     | 9     | 7         | 11        | 63,6      | 4         | 8         | 50,0      | 8           | 10          | 80,0        | 3        | 3        | 6        | 0        | 0        | 2     | 2     | 2   | +10 |
| K. Cheatham         | 2  | 9   | 1  | 43  | 3     | 1     | 3         | 9         | 33,3      | 1         | 11        | 9,1       | 0           | 0           | 0,0         | 1        | 5        | 6        | 0        | 0        | 4     | 2     | 4   | 0   |
| C. Delfino          | 2  | 20  | 1  | 37  | 4     | 4     | 3         | 5         | 60,0      | 3         | 11        | 27,3      | 5           | 7           | 71,4        | 3        | 9        | 12       | 0        | 2        | 1     | 4     | 4   | -13 |
| J.A. Guðmundsson    | 2  | 21  | 2  | 54  | 5     | 10    | 2         | 9         | 22,2      | 4         | 10        | 40,0      | 5           | 6           | 83,3        | 4        | 4        | 8        | 0        | 2        | 2     | 3     | 4   | -19 |
| D. Kravić           | 2  | 18  | 2  | 51  | 6     | 3     | 8         | 13        | 61,5      | 0         | 0         | 0,0       | 2           | 6           | 33,3        | 7        | 10       | 17       | 1        | 0        | 6     | 4     | 5   | +2  |
| D. Moretti          | 1  | 5   | 0  | 14  | 5     | 1     | 0         | 3         | 0,0       | 1         | 2         | 50,0      | 2           | 2           | 100,0       | 0        | 1        | 1        | 0        | 0        | 0     | 0     | 0   | -4  |
| M. Tambone          | 2  | 11  | 0  | 36  | 6     | 5     | 1         | 4         | 25,0      | 1         | 4         | 25,0      | 6           | 6           | 100,0       | 0        | 4        | 4        | 0        | 0        | 3     | 3     | 3   | 0   |
| L. Totè             | 2  | 1   | 0  | 29  | 4     | 2     | 0         | 4         | 0,0       | 0         | 1         | 0,0       | 1           | 2           | 50,0        | 2        | 6        | 8        | 0        | 0        | 0     | 1     | 0   | -15 |
| R. Visconti         | 2  | 3   | 0  | 24  | 7     | 2     | 0         | 2         | 0,0       | 0         | 0         | 0,0       | 0           | 0           | 0,0         | 0        | 0        | 0        | 0        | 0        | 0     | 0     | 0   | -26 |
| Totale              | 2  | 141 | -  | 400 | 53    | 45    | 29        | 70        | 41,4      | 15        | 60        | 24,2      | 38          | 51          | 74,5        | 21       | 46       | 67       | 2        | 6        | 25    | 22    | 29  | -65 |